# Gousset (architecture)
Pour les articles homonymes, voir Gousset.
Un gousset est une pièce d'assemblage mécanique dans différent domaines de la construction, de l'industrie et de l'artisanat.

## Dans la construction en bois
Le gousset  est une pièce de charpente, faisant partie de l'enrayure en bois ou en fer, posée obliquement (généralement perpendiculairement a la bissectrice de l'angle formé par les sablières) reliant par assemblage trois pièces horizontales tout en maintenant l’écartement et en donnant de la rigidité à cet ensemble (en général deux pannes sablières et un coyer ou deux entraits et un coyer).
L'« assemblage à gousset » peut être à mi-bois, à queue d'aigle ou à queue d'aronde.

## Dans la construction en acier
Un gousset est un élément de la construction en acier permettant de relier des poutres individuelles constituées de profilés en acier, en particulier dans un treillis.

## Dans la construction navale
Les bois tors appelés gousset, courbe ou courbaton, servent le plus ordinairement à lier les baux avec les membres du navire ; ils font ensemble une liaison solide lorsqu'ils sont exactement joints aux baux et aux côtes du vaisseau, sur lesquels on les cheville, de manière que l'angle de chaque courbe soit parfaitement emboîté dans l'angle formé par le bord et les baux ; les baux non-seulement des ponts, mais aussi du faux-pont et des gaillards, des chambres et du tillac. Ils prennent le noms de « courbes des baux » ou « gousset de barrot ».
Les noms peuvent être suivis du nom de la membrure à laquelle les courbes se raccordent « courbes de tillac », « courbes de chambre », « courbes de pont », « courbes de gaillard ». Suivant leur position, ces courbes sont aussi nommées « verticales », « horizontales », ou obliques.

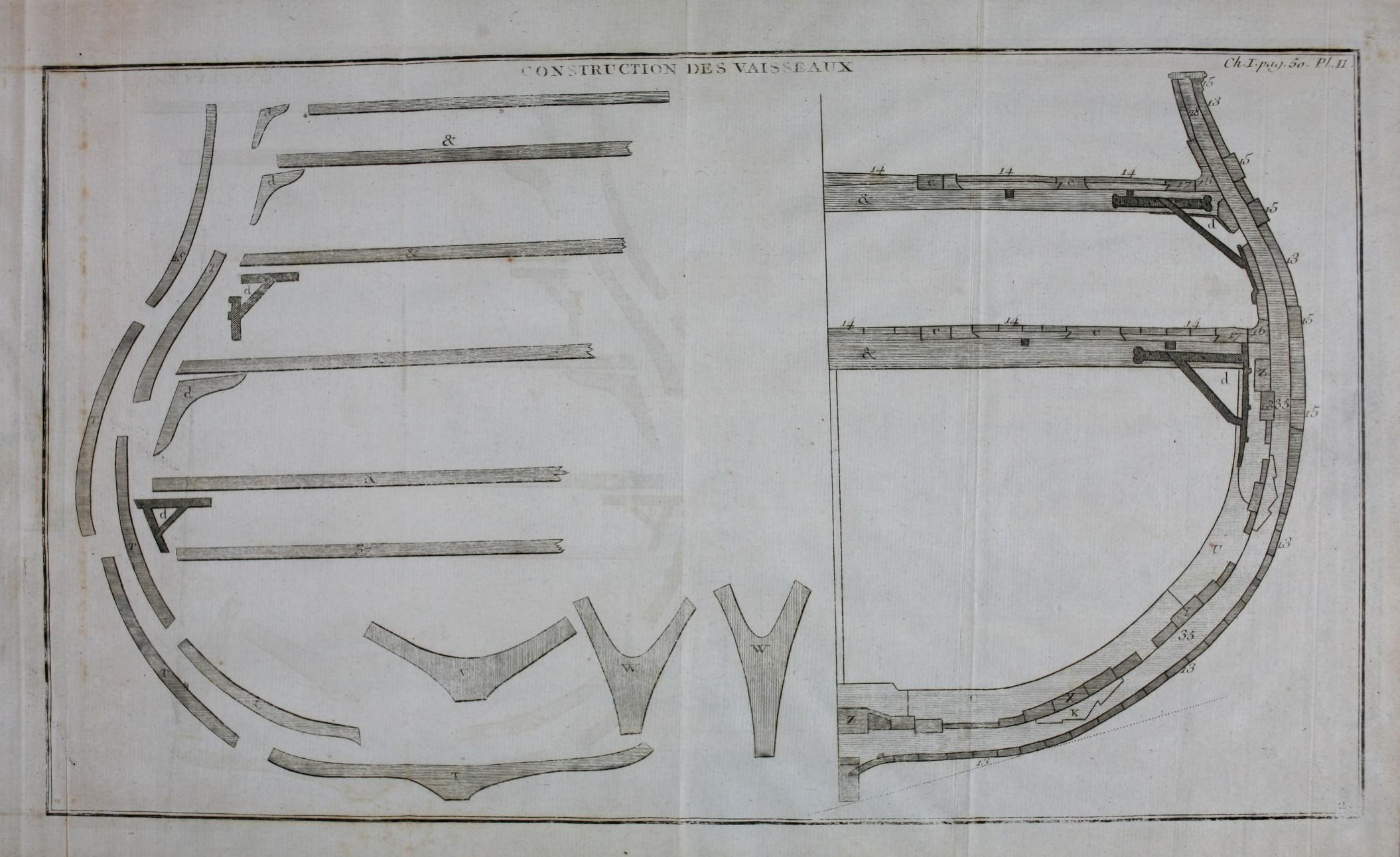
Nicolas Ozanne. Construction des vaisseaux. Membres du vaisseau détachés les uns des autres. d — « courbes des baux » ou « goussets de barrot »; & – baux des ponts, gaillards et dunettes.
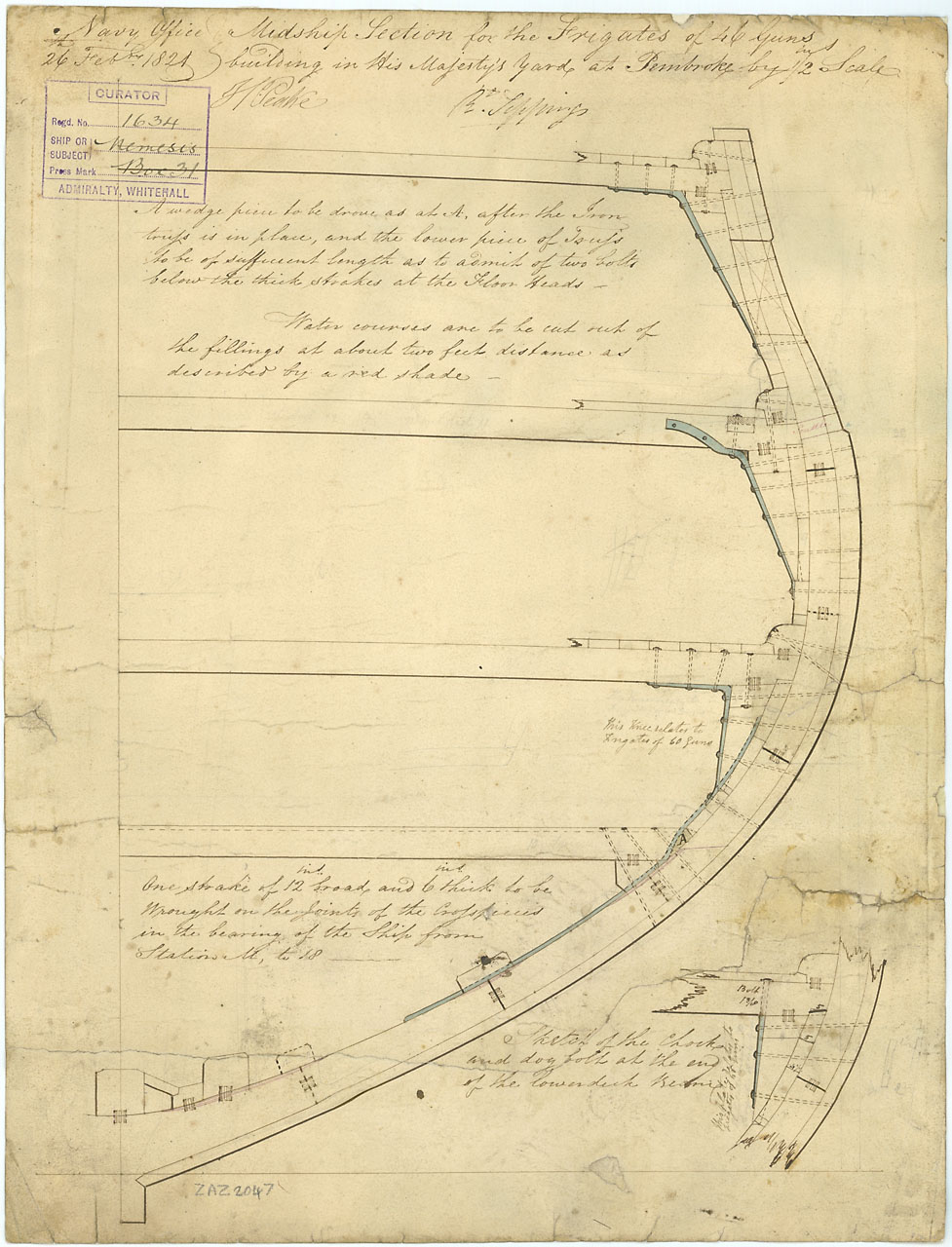
Druid (1825) ; HMS Nemesis (1826) (en). Emplacement des knees dans une charpente en fer.